# Prelog
Prelog (Kajkavisch: Prilok; Hongaars: Perlak) is een stad in de Kroatische provincie Međimurje. Prelog telt 7871 inwoners.

## Plaatsen in de gemeente
Cirkovljan, Čehovec, Čukovec , Draškovec, Hemuševec, Oporovec, Otok en Prelog.
Steden (gradovi): Čakovec · Mursko Središće · Prelog

Gemeenten (općine): Belica · Dekanovec · Domašinec · Donja Dubrava · Donji Kraljevec · Donji Vidovec · Goričan · Gornji Mihaljevec · Kotoriba · Mala Subotica · Nedelišće · Orehovica · Podturen · Pribislavec · Selnica · Strahoninec · Sveta Marija · Sveti Juraj na Bregu · Sveti Martin na Muri · Šenkovec · Štrigova · Vratišinec